# Thomas Upington
Thomas Upington (ur. 1844 w Corku, zm. 1898) – brytyjski zarządca w Południowej Afryce i premier Kolonii Przylądkowej w latach 1884–1886.
Na jego cześć nazwano miasto w prowincji Northern Cape, nad rzeką Oranje – Upington. Także Burowie jedną ze swoich republik nazwali na jego cześć w ramach szacunku jakim go darzyli za bycie im przychylnym Upingtonię.